# Settimo San Pietro
Settimo San Pietro település Olaszországban, Szardínia régióban, Cagliari megyében. Lakosainak száma 6909 fő (2023. január 1.). Settimo San Pietro Sinnai, Maracalagonis, Quartu Sant’Elena, Selargius, Serdiana, Sestu, Soleminis és Quartucciu községekkel határos.

## Népesség
A település lakossága az elmúlt években az alábbi módon változott:
| Lakosok száma | 6750 | 6760 | 6909 |
|               | 2017 | 2018 | 2023 |

## Közlekedés

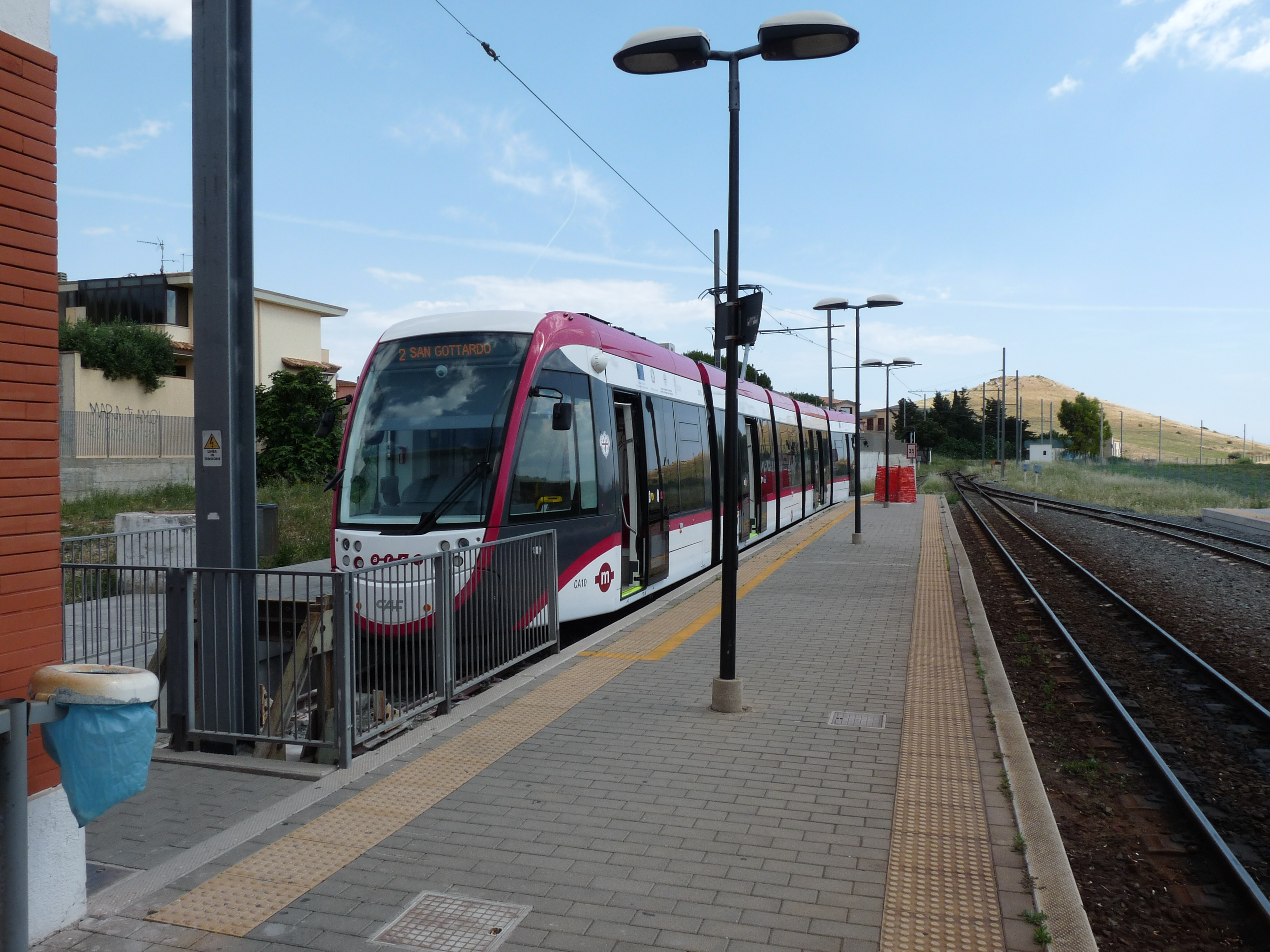
Az állomás

A településnek vasútállomása van.